# Scyntygrafia receptorowa

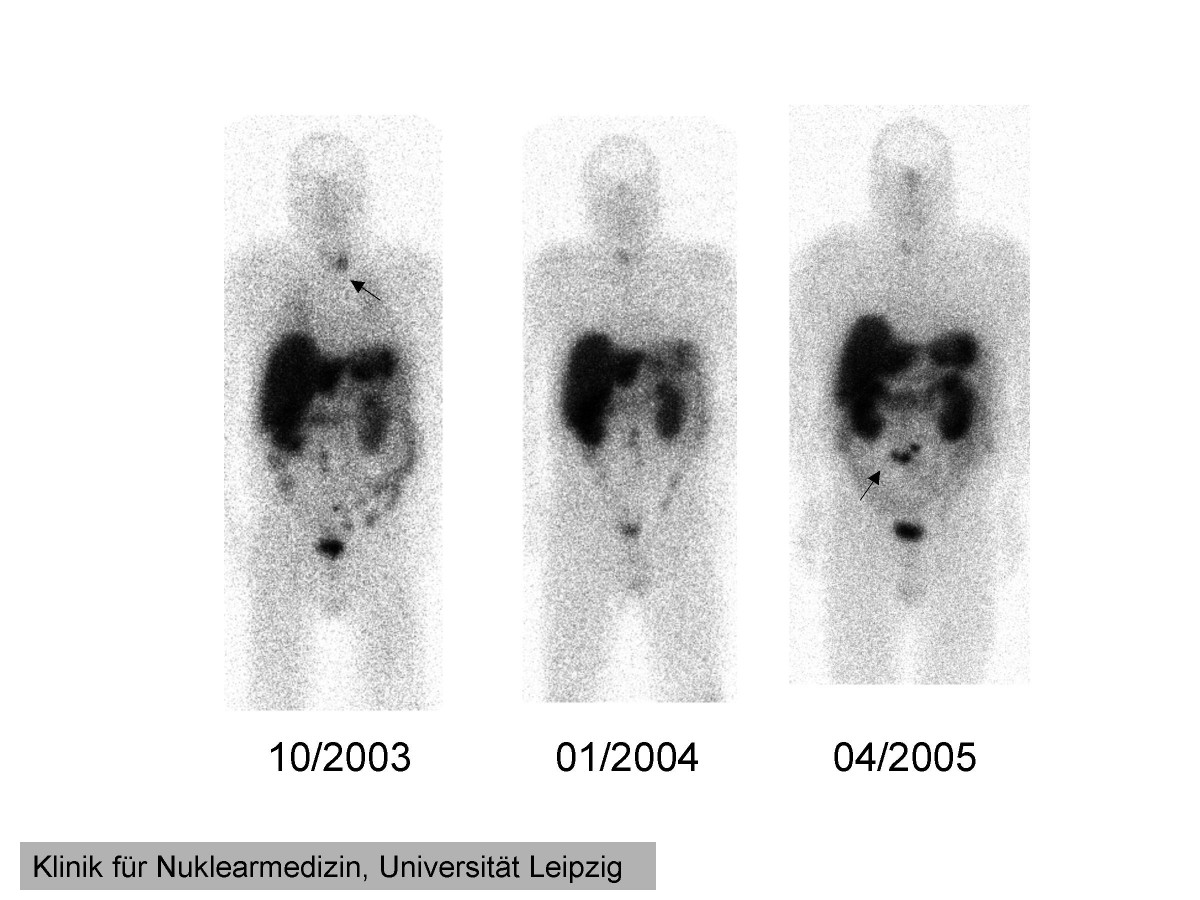
Scyntygrafia receptorowa przy użyciu pentetreotydu znakowanego ^{111}In. W październiku 2003 roku stwierdzono zwiększony wychwyt w lewym płacie tarczycy; w kwietniu 2005 roku uwidocznił się guz krezki, wywołujący objawy kliniczne zespołu Cushinga.

Scyntygrafia receptorowa – badanie scyntygraficzne pozwalające ocenić obecność i rozmieszczenie receptorów somatostatynowych w tkankach. Duża gęstość receptorów wskazuje na patologiczny charakter tkanki, np. guzów neuroendokrynnych przewodu pokarmowego (GEP NET), gruczolaków przysadki, ziarniniaków i ognisk aktywacji leukocytów w przebiegu chorób z autoimmunizacji. Metoda polega na podaniu dożylnym analogów somatostatyny (najczęściej oktreotydu) skoniugowanych z niewielkimi cząsteczkami związków organicznych (np. DTPA) i jonami izotopów promieniotwórczych (indu 111, technetu 99m). 